# The Hills (terza edizione)
Le prime 18 puntate della terza stagione della serie sono state trasmesse su MTV Italia a partire dal 17 giugno 2008.
La seconda parte della stagione va in onda su MTV Italia dal 14 settembre 2009.
Cast principale: Lauren Conrad, Audrina Patridge, Heidi Montag e Whitney Port.
| nº | Titolo originale          | Titolo italiano             | Prima TV America  | Prima TV Italia      |
| -- | ------------------------- | --------------------------- | ----------------- | -------------------- |
| 1  | You know what you did     | Niente è più come prima     | 13 agosto 2007    | 17 giugno 2008       |
| 2  | Big girls don't cry       | La proposta                 | 13 agosto 2007    | 17 giugno 2008       |
| 3  | Truth and time tells all  | Difficili convivenze        | 20 agosto 2007    | 18 giugno 2008       |
| 4  | Meet the parents          | Ti presento i miei          | 27 agosto 2007    | 18 giugno 2008       |
| 5  | Rolling with the enemy    | Questione di lealtà         | 3 settembre 2007  | 19 giugno 2008       |
| 6  | Second chances            | Seconde occasioni           | 10 settembre 2007 | 19 giugno 2008       |
| 7  | They meet again           | Il ritorno di Jason         | 17 settembre 2007 | 20 giugno 2008       |
| 8  | For better or worse       | Nel bene e nel male         | 24 settembre 2007 | 20 giugno 2008       |
| 9  | What happens in Vegas     | Viva Las Vegas              | 1º ottobre 2007   | 23 giugno 2008       |
| 10 | What goes around          | Incomprensioni              | 15 ottobre 2007   | 23 giugno 2008       |
| 11 | No more mr. nice guy      | Troppo perfetto             | 22 ottobre 2007   | 24 giugno 2008       |
| 12 | Stress and the city       | Stress and the city         | 29 ottobre 2007   | 24 giugno 2008       |
| 13 | Young Hollywood           | Young Hollywood             | 5 novembre 2007   | 25 giugno 2008       |
| 14 | Forgive and forget        | Perdonare e dimenticare     | 12 novembre 2007  | 25 giugno 2008       |
| 15 | With this ring...         | Con questo anello...        | 19 novembre 2007  | 26 giugno 2008       |
| 16 | A night at the opera      | Una serata all'opera        | 26 novembre 2007  | 26 giugno 2008       |
| 17 | Once a player             | Festa di halloween          | 3 dicembre 2007   | 27 giugno 2008       |
| 18 | When one door closes...   | Una seconda chance          | 10 dicembre 2007  | 27 giugno 2008       |
| 19 | Paris changes everything  | Parigi cambia tutto         | 24 marzo 2008     | 14-15 settembre 2009 |
| 20 | Back to LA                | Ritorno a Los Angeles       | 31 marzo 2008     | 16 settembre 2009    |
| 21 | An unexpected friend      | Un'amicizia inaspettata     | 31 marzo 2008     | 17 settembre 2009    |
| 22 | When Spencer finds out... | Se lo sapesse Spencer...    | 7 aprile 2008     | 18 settembre 2009    |
| 23 | Just be careful           | Meglio essere prudenti      | 7 aprile 2008     | 21 settembre 2009    |
| 24 | Girls night out           | Serata tra ragazze          | 14 aprile 2008    | 22 settembre 2009    |
| 25 | A new rommate             | Una nuova coinquilina       | 21 aprile 2008    | 23 settembre 2009    |
| 26 | A date with the past      | Un appuntamento col passato | 28 aprile 2008    | 24 settembre 2009    |
| 27 | No place like home        | Nessun luogo è come casa    | 5 maggio 2008     | 25 settembre 2009    |
| 28 | The next move is yours    | A te la prossima mossa!     | 12 maggio 2008    | 25 settembre 2009    |

## Parigi cambia tutto
Questo episodio è stato presentato al Telefilm Festival 2009 di Milano lo scorso 10 maggio 2009.